# Heksenprocessen in het Baskenland
Heksenprocessen vonden plaats zowel in Spaans als in Frans Baskenland tussen 1607 en 1611. Hierbij werden in het Spaanse Navarra elf mensen ter dood veroordeeld voor hekserij en in het Franse Labourd tachtig mensen.

## Labourd

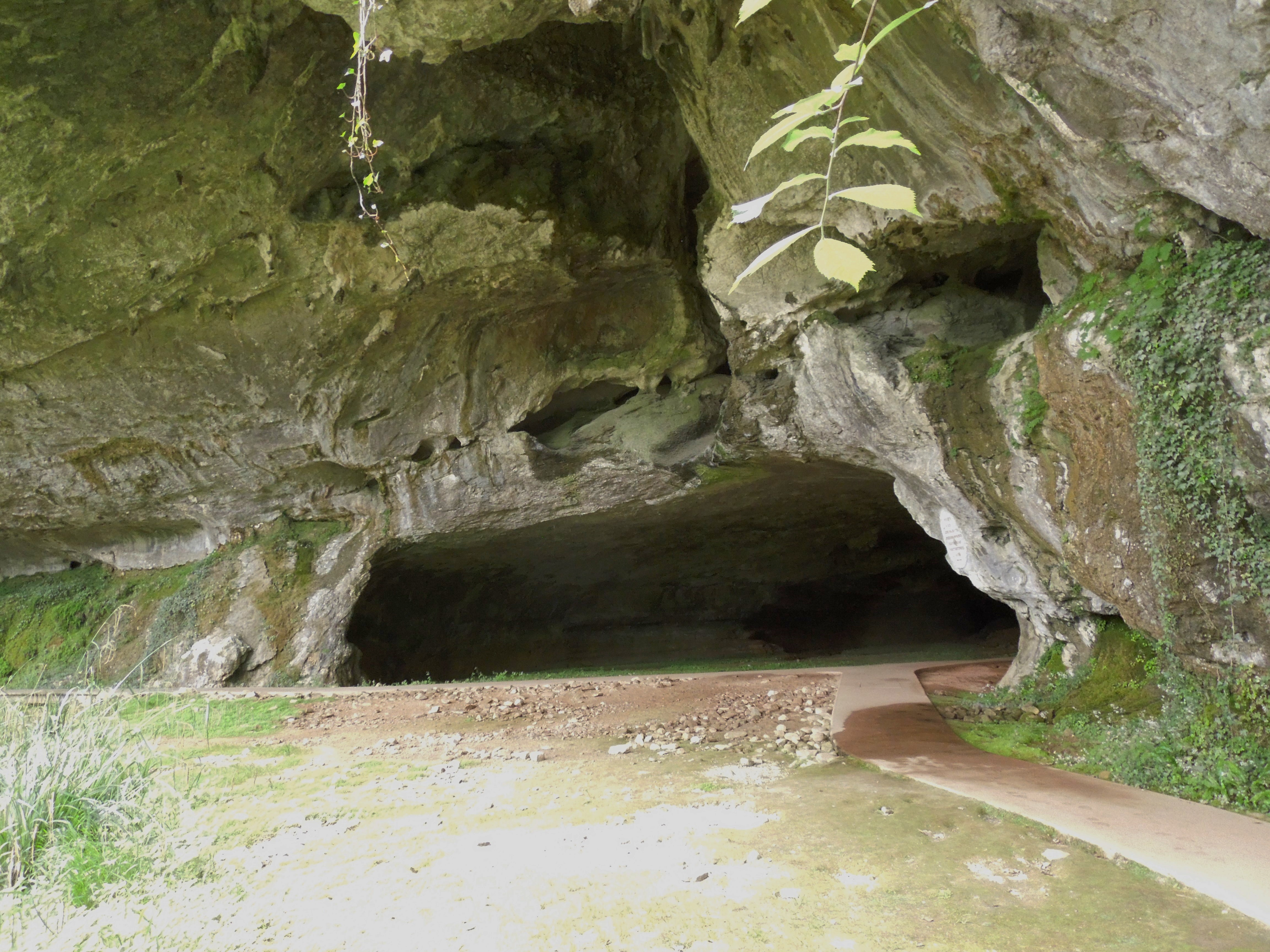
Grot in Sare

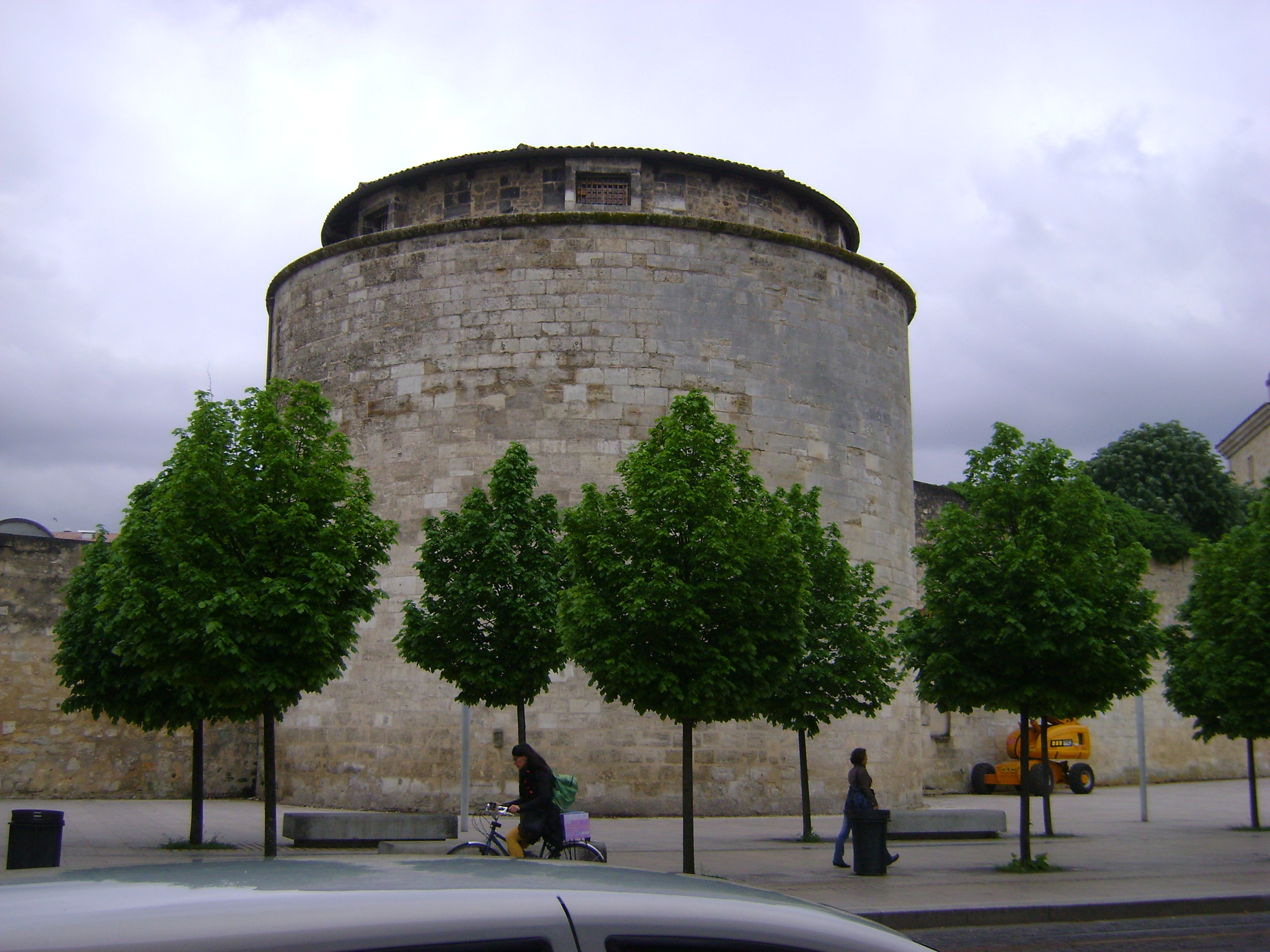
Fort du Hâ in Bordeaux

Een conflict tussen de oude adel en de opkomende burgerij die rijkdom vergaarde in de rederij lag aan de oorsprong van de heksenvervolgingen. Tristan d'Urtubie, heer van Urrugne legde klacht neer wegens hekserij bij het Parlement van Bordeaux tegen enkele families van reders uit Saint-Jean-de-Luz en Ciboure. De aangeklaagde families reageerden door zelf klacht neer te leggen tegen leden van de familie d'Urtubie. Deze aanklachten wegens hekserij werden geseponeerd, maar Tristan d'Urtubie deed vervolgens een beroep op koning Hendrik IV van Frankrijk. Deze zag hierin de gelegenheid om Labourd, gelegen op de strategische grens met Spanje, beter onder controle te krijgen. Hij zond een onderzoekscommissie naar Labourd geleid door Jean d'Espaignet, voorzitter van het Parlement van Bordeaux, en rechter Pierre de Lancre. 
De rechters waren geschokt door de zelfstandigheid die vrouwen in Labourd genoten. Hun mannen waren een groot deel van het jaar afwezig waren voor de visvangst bij Newfoundland of de handel met Amerika. De vrouwen konden in hun afwezigheid deelnemen aan de biltzar, een volksvergadering met vertegenwoordigers van verschillende parochies. Ook was er onbegrip tegenover de Baskischsprekende bevolking.
Eind juni 1609 volgden de eerste arrestaties in dorpen als Sare en Saint-Pée-sur-Nivelle. Mensen werden gearresteerd na verklikking, anonieme klachten en bekentenissen afgedwongen onder marteling. Bijna 700 mensen werden gearresteerd, van wie drie kwart vrouwen. Van hen werden er tachtig geëxecuteerd op de brandstapel. Dit waren vrouwen maar ook enkele mannen onder wie enkele priesters. Een deel van de bevolking van de streek vluchtte over de grens naar Spanje. Er kwam protest, onder andere van de bisschop van Bayonne, Bertrand d'Eschaux. Aan de arrestaties kwam een einde na vier maanden toen eind oktober de mannen terugkeerden van op zee. Uit vrees voor onlusten werd de onderzoekscommissie teruggeroepen. Pierre de Lancre vertrok uit Labourd met 200 gevangenen die werden opgesloten in het Fort du Hâ in Bordeaux. Velen van hen stierven de volgende jaren in gevangenschap. De overlevenden werden na tien jaar vrijgelaten.

## Navarra

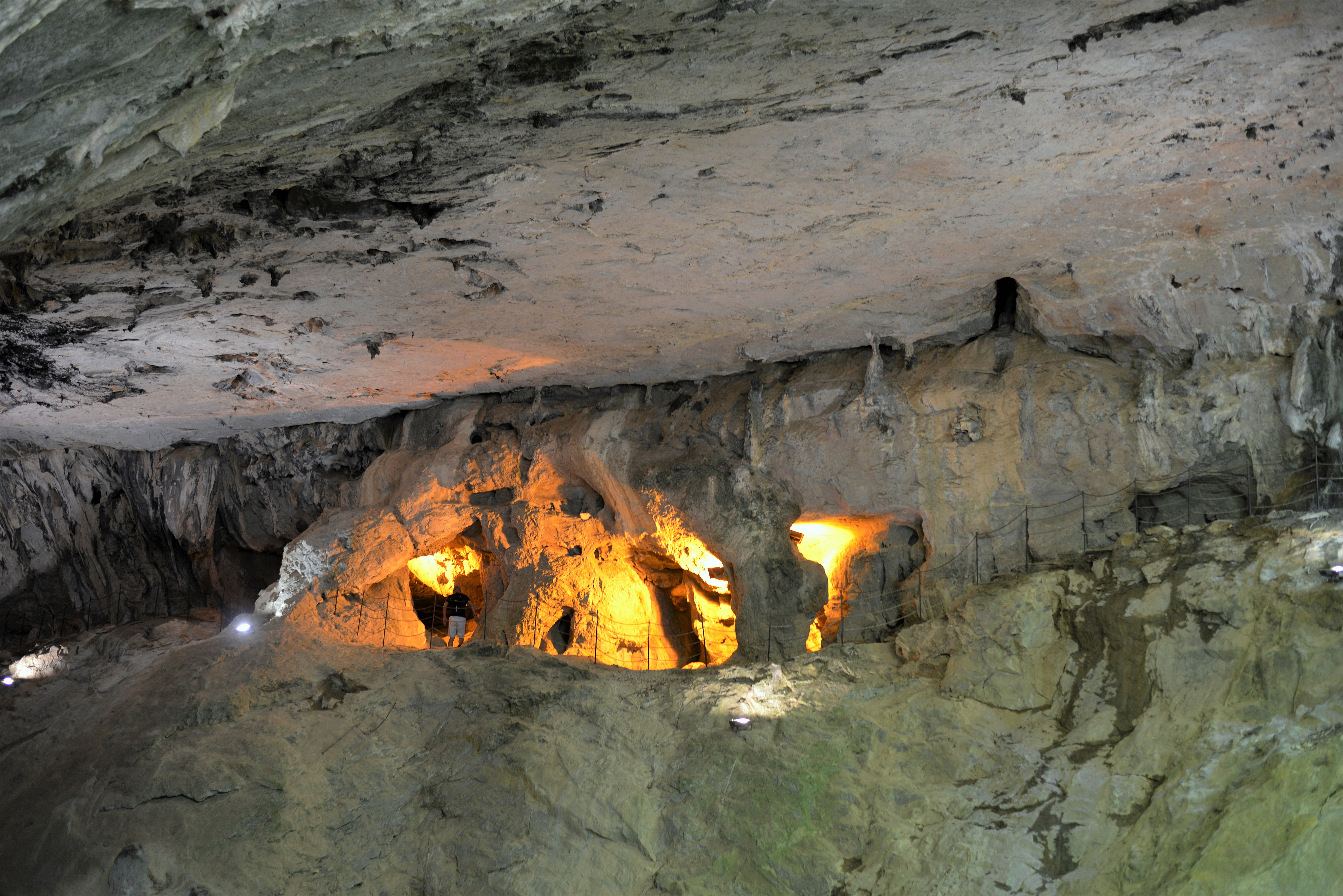
Grotten van Zugarramurdi

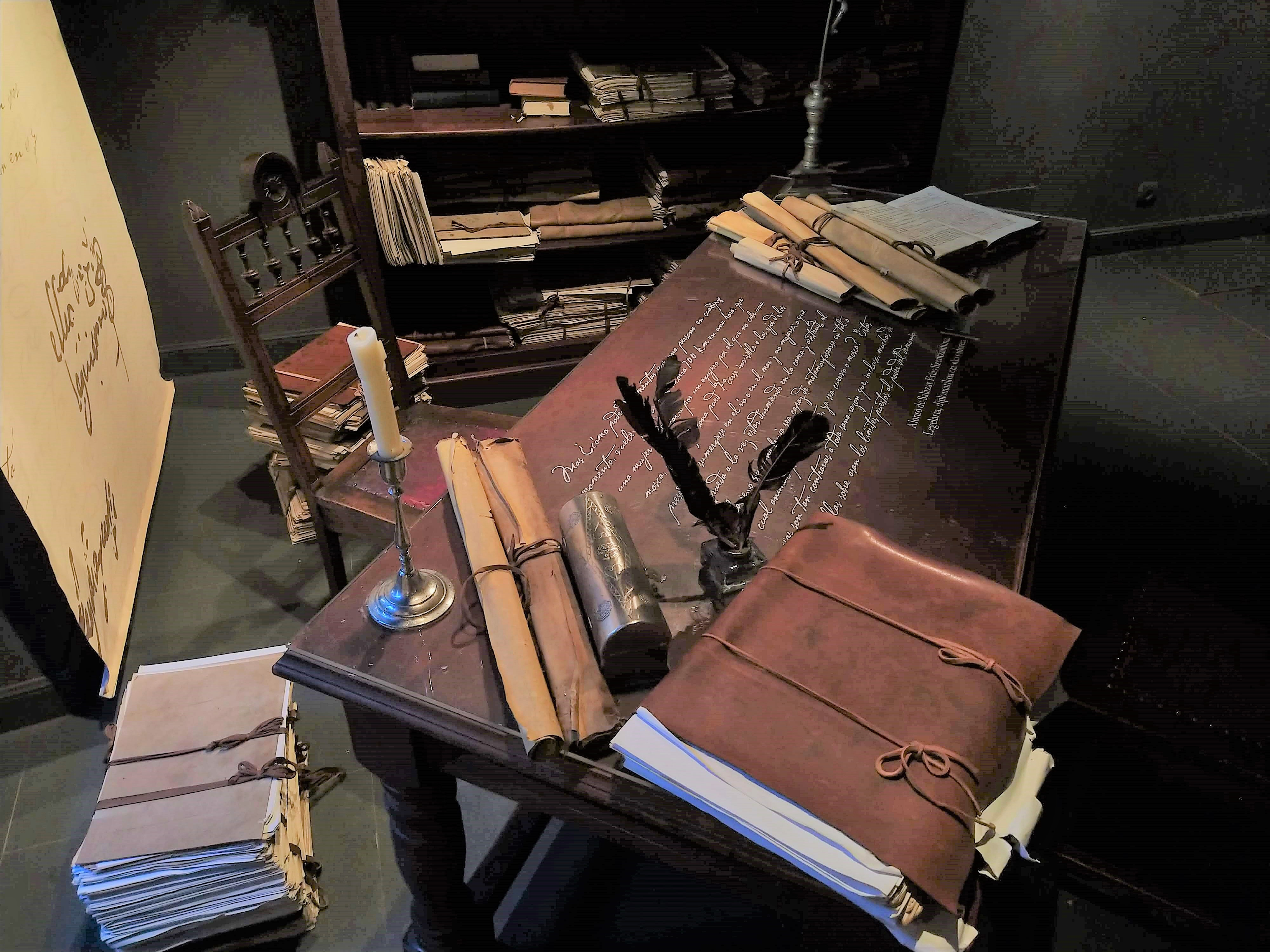
Museo de las Brujas in Zugarramurdi

In Navarra speelden soortgelijke economische motieven. De heksenvervolging werd begonnen door de pastoor van Urdazubi. De vervolging van heksen was in Spanje voorbehouden aan de inquisitie. De gearresteerden uit dorpen als Zugarramurdi werden afgevoerd naar Logroño, waar ze door de drie rechters van de inquisitie werden onderworpen aan marteling. De vervolging duurde twintig maanden en had haar hoogtepunt in 1611. Zes mensen werden op de brandstapel geëxecuteerd. Van vijf anderen die al gestorven waren tijdens de gevangenschap, werd enkel het portret verbrand. Negentien mensen kregen na een autodafe gratie. Inquisiteur Alonso de Salazar y Frías kreeg steeds meer twijfels over de gegrondheid van de aanklachten. Met steun van de bisschop van Pamplona kreeg hij een mandaat van de inquisitie in Madrid. Hij besteedde de volgende drie jaar om de laatste beschuldigden vrij te spreken.

## Verschillen
De vervolging in Spanje was minder fel dan in Frankrijk. De inquisitie bestond uit beroepsrechters die gebonden waren aan voorschriften, onder andere omtrent het gebruik van marteling, en die gecontroleerd werden door de inquisitie in Madrid. In Frankrijk was er sprake van een gelegenheidsrechtbank die ongebreideld gebruik maakte van marteling en ongecontroleerd te werk ging. In Frankrijk vonden ook na de processen in Baskenland nog heksenvervolgingen plaats. Hier kwam pas een einde aan onder koning Lodewijk XIV op aandringen van zijn minister Colbert. In Spanje maakte de inquisitie al in 1614 officieel een einde aan de heksenvervolgingen.
In Spanje zijn de processtukken van de inquisitie bewaard gebleven zodat een gedetailleerd overzicht van de processen en de beschuldigden mogelijk is. Dit is niet het geval in Frankrijk waar de archieven verbrand of verloren zijn.

## In populaire cultuur
De grotten in Sare en Zugarramurdi worden in verband gebracht met de Baskische heksen. In Zugarramurdi is er een museum gewijd aan de heksen en de heksenprocessen. In Saint-Pée-sur-Nivelle staat een beeldhouwwerk van Nestor Basterretxea als eerbewijs aan de slachtoffers van de heksenvervolging.
De Spaanse film Akelarre (2021) heeft als thema de heksenvervolging in Navarra. De Franse televisieminiserie Filles du feu (2023) is gebaseerd op de heksenvervolging in Labourd.